# Parque cousiño macul
Parque Cousiño Macul es un desarrollo urbano situado en la comuna de Peñalolén, Santiago, Chile. Se localiza en terrenos que fueron parte de la Hacienda de Macul y de la Viña Cousiño Macul.

## Historia
El proyecto comenzó en 1999 con la presentación de los primeros permisos de edificación. La iniciativa se planteó sobre un plan maestro que considera la urbanización de aproximadamente 280 hectáreas.

## Desarrollo
Según la prensa, hacia 2013 el conjunto había alcanzado cerca de 1.900 viviendas construidas. Los proyectos se han desarrollado por etapas, que incluyen condominios de casas y edificios de departamentos.

## Infraestructura
El área cuenta con servicios comerciales de escala comunal, colegios y acceso a la Línea 4 del metro de Santiago.